# Département de Santa Rosa (Mendoza)
Pour les articles homonymes, voir Santa Rosa.
Le département de Santa Rosa est une des 18 subdivisions de la province de Mendoza, en Argentine. Son chef-lieu est la ville de Santa Rosa.
Le département a une superficie de 8 510 km2. Il comptait 15 818 habitants en 2001.

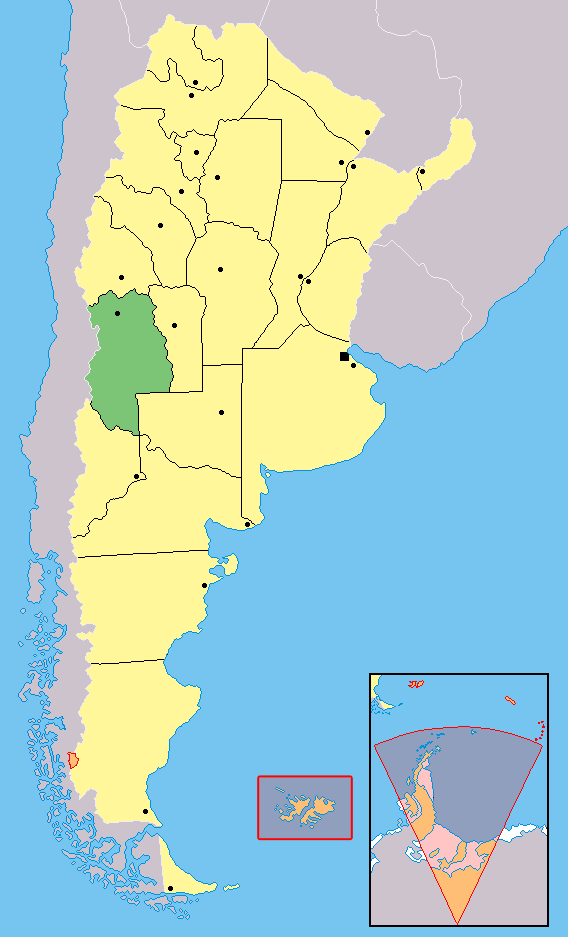
Localisation de la province de Mendoza en Argentine